# Cyrtochilum hoeijeri
Cyrtochilum hoeijeri är en orkidéart som först beskrevs av Stig Dalström, och fick sitt nu gällande namn av Stig Dalström. Cyrtochilum hoeijeri ingår i släktet Cyrtochilum, och familjen orkidéer.
Artens utbredningsområde är Ecuador. Inga underarter finns listade i Catalogue of Life.